# Чуровское
Чуровское — село в Шекснинском районе Вологодской области России. Административный центр сельского поселения Чуровского и Чуровского сельсовета.

## География
Расстояние до районного центра Шексны по автодороге — 9 км. Ближайшие населённые пункты — Старово, Борисово, Пограево, Улошково, Игумново.
В северо-западной части микрорайон Долгуши.

## Население
| 2010 |
| ---- |
| 613  |

По переписи 2002 года население — 625 человек (285 мужчин, 340 женщин). Преобладающая национальность — русские (99 %).
- Кузнецов, Геннадий Иванович (род. 1934) — советский и российский учёный в области центробежных экстракторов, окончил семилетнюю школу в с. Чуровское.

## Религия
Церковь Рождества Пресвятой Богородицы в Чуровском.

## Инфраструктура
Шекснинский маслозавод. Карьер.
Фельдшерско-акушерский пункт. Центр образования имени Н.К. Розова, Чуровская школа. Церковно-приходская школа. Администрация сельского поселения Чуровское.
Личное подсобное хозяйство с зоной сельскохозяйственного использования, индивидуальная застройка усадебного типа.

## Транспорт
Автобусное сообщение с райцентром.  Остановка общественного транспорта «Чуровское» в центре села. 